# گاگیک هوونتس
گاگیک گدرنی هوونتس (ارمنی: Գագիկ Գեդեոնի Հովունց؛ زادهٔ ۱ مارس ۱۹۳۰ در ایروان - درگذشته ۱ سپتامبر ۲۰۱۹ در ایروان) یک آهنگساز اهل ارمنستان بود.

## زندگی‌نامه
وی آموزش موسیقی خود را در مدرسه موسیقی آلکساندر اسپندیریان آغاز کرد. از کنسرواتوار دولتی کومیتاس ایروان در سال ۱۹۵۴ در کلاس ویولن زیر نظر Karp Dombaev و در سال ۱۹۵۷ در کلاس ترکیب‌بندی زیرنظر گریگور یغیازاریان فارغ‌التحصیل شد. وی از سال ۱۹۸۴ استاد کنسرواتوار دولتی کومیتاس ایروان می‌باشد.